# Закон Зибса
Закон Зибса — фонетический закон, открытый немецким лингвистом Т. Зибсом и актуальный для праиндоевропейского языка. Согласно этому закону, если s-mobile прибавлялось к корню, начинающемуся со звонкого или звонкого придыхательного смычного, этот смычный оглушается. Или, если представить схематично:
1. s + k > санскр., др.-греч., герм., балт., слав. sk-;
2. s + kh > санскр., др.-греч. skh-/sk-, герм., балт., слав. sk-;
3. s + g > санскр., др.-греч., герм., балт., слав. sk-;
4. s + gh > санскр., др.-греч. skh-/sk-, герм., балт., слав. sk-.

Е. Курилович переформулировал закон, исходя из того, что глухих придыхательных не было в праиндоевропейском языке (ларингальная теория):
1. s + k > санскр., др.-греч., герм., балт., слав. sk-;
2. s + g > санскр., др.-греч., герм., балт., слав. sk-;
3. s + gh > санскр., др.-греч. skh-, герм., балт., слав. sk-.

Позже В. М. Иллич-Свитыч обнаружил, что в праславянском сочетание s-mobile со звонким даёт не sk-, а x-. Тогда закон приобретает вид:
1. s + k > санскр., др.-греч., герм., балт., слав. sk-;
2. s + g > санскр., др.-греч., герм., балт. sk-, слав. х-;
3. s + gh > санскр., др.-греч. skh-, герм., балт. sk-, слав. х-;